# Storstenen
Storstenen is een Zweeds eilandje behorend tot de Pite-archipel. Het eilandje ligt zonder enige bebouwing voor de noordoostkust van Noord-Haraholmen. Het heeft geen oeververbinding. Het is ook de naam van het gehucht op Haraholmen tegenover het eiland.